# 溝口遼
溝口遼（日语：／ Mizoguchi Ryō，1995年3月9日—2015年7月23日），日本作曲家和插圖畫家，亦使用椎名Mota（椎名もた）和PowapowaP（ぽわぽわP）的名義作曲，逝世原因不明。

## 傳記
生於日本石川縣，自幼少開始學習吉他和爵士鼓，14歲時接觸DTM數位音樂，之後開始使用VOCALOID作曲。2015年3月9日，參加在小松市舉辦的成年禮；2015年7月23日，於Niconico動畫上傳VOCALOID音樂作品，名為《麻煩你了紅筆》（赤ペンおねがいします），之後於當天逝世。逝世消息傳開後，日本音樂家涉谷慶一郎在推特上表示震驚與遺憾。

## 參與作品

### CD
- 夢のまにまに（2012年3月7日）
- コケガネのうた（2013年3月6日）
- アルターワー・セツナポップ（2013年10月9日）

## 外部連結
- 溝口遼的X（前Twitter）
- 溝口遼的pixiv